# Sergej Šarikov
Sergej Alexandrovič Šarikov (* 18. června 1974, Moskva, Rusko – 6. června 2015, Tarusa) byl ruský sportovní šermíř, který se specializoval na šerm šavlí. Rusko reprezentoval od devadesátých let do roku 2004. Na olympijských hrách startoval v roce 1996, 2000, 2004 v soutěži jednotlivců a družstev. Na olympijských hrách 1996 získal stříbrnou olympijskou medaili v soutěži jednotlivců. V roce 1998 obsadil třetí místo na mistrovství světa v soutěži jednotlivců a je mistrem Evropy v soutěži jednotlivců z roku 2000. S ruským družstvem šavlistů vybojoval v roce 1996 a 2000 zlatou olympijskou medaili a v roce 2004 bronzovou olympijskou medaili a k olympijským medailím přidal s družstvem tři tituly mistra světa (2001, 2002, 2003) a čtyři tituly mistra Evropy (2000, 2001, 2002, 2004). V roce 2015 podlehl následkům dopravním nehody.